# Chicken Island
Chicken Island är en ö i Australien. Den ligger i delstaten Tasmanien, i den sydöstra delen av landet, omkring 96 kilometer sydväst om delstatshuvudstaden Hobart.
Genomsnittlig årsnederbörd är 1 484 millimeter. Den regnigaste månaden är juli, med i genomsnitt 187 mm nederbörd, och den torraste är februari, med 68 mm nederbörd.